# Olivia Harrison
Olivia Harrison, all'anagrafe  Trinidad Arias (Città del Messico, 18 maggio 1948), è una scrittrice, produttrice cinematografica e filantropa messicana naturalizzata statunitense, vedova del musicista George Harrison, dal quale ha avuto il figlio Dhani.

## Biografia
Conosciutisi con George Harrison nel 1974 negli uffici della Dark Horse Records (Olivia lavorava all'A&M Records), nel periodo in cui George stava divorziando da Pattie Boyd, si sposano il 2 settembre 1978. Il 1º agosto dello stesso anno hanno avuto il loro primo e unico figlio, Dhani. La coppia è rimasta unita sino alla morte di George, avvenuta il 29 novembre 2001; negli anni successivi, Olivia continua, insieme al figlio Dhani Harrison, a portare avanti la musica di George: famosissimi sono i concerti in suo onore avvenuti negli ultimi anni, ai quali hanno presenziato grandi amici del marito, come Ringo Starr, Paul McCartney ed Eric Clapton.

## Filantropia
Dagli anni '80 è impegnata come ambasciatrice UNICEF, fondazione per la quale il marito ha lasciato molto denaro e che Olivia Harrison dona per il sostentamento di bambini nel mondo.

## Carriera

### Produttrice discografica
Nel 1972 inizia l'attività di produttrice discografica con la A&M, per poi passare nel 1976 alla gestione della Dark Horse Records, etichetta fondata dallo stesso Harrison.

## Discografia

### Produttrice discografica (parziale)

#### Con George Harrison
- 1976 - Thirty-Three & 1/3
- 1979 - George Harrison
- 1981 - Somewhere in England
- 1982 - Gone Troppo
- 1987 - Cloud Nine

#### I Beatles (ristampe)
- 2014 - Mono Masters
- 2016 - The U.S. Album Sampler

#### Con gli Attitudes
- 1975 - Attitudes
- 1977 - Good News

#### Con Ravi Shankar
- 1976 - Ravi Shankar's Music Festival
- 1981 - Homage to Mahatma Gandhi
- 1986 - Pandit Ravi Shankar
- 1987 - Tana Mana

#### Con Henry McCullough
- 1975 - Mind Your Own Business
- 1987 - Cut
- 1989 - Get In The Hole

#### Con gli Splinter
- 1974 - The Place I Love
- 1975 - Harder To Live
- 1977 - Two Man Band

## Cinema

### Produttrice cinematografica
- Concert for George, 2003, regia di David Leland
- The Concert for Bangladesh, 2005, regia di Saul Swimmer
- The True History of the Traveling Wilburys (documentario), 2007, regia di Willy Smax
- George Harrison: Living in the Material World, (documentario), 2011, regia di Martin Scorsese
- Looking for a Lady with Fangs and a Moustache, 2019, regia di Khyentse Norbu

### Attrice
- Concert for George, 2003, regia di David Leland
- The Greatest Hockey Player That Ever Lived, 2010, regia di David Harrison

## Libri
- On the Horizon, 1996
- Unseen Evil, 2014
- Souffles-Anfas: A Critical Anthology from the Moroccan Journal of Culture and Politics, 2015
- Transcolonial Maghreb: Imagining Palestine in the Era of Decolonization, 2015

## Premi e riconoscimenti
Ha ricevuto un Grammy Award nel 2005 come produttrice per il video del Concert for George nella categoria Best Long Form Music Video.